# Ekron
Ekron (hebreiska עֶקְרוֹן ʿeqrōn) var en av de fem städerna i filistéernas pentapolis under antiken. Staden låg i sydvästra Kanaan.
Dess läge återupptäcktes i modern tid, och utgrävningar har företagits på platsen mellan 1981 och 1996, vilket har lett till att Ekron är en av de bäst dokumenterade filisteiska städerna. Ekron omnämns både i den hebreiska Bibeln (i Josuas bok, Första Samuelsboken och Andra Konungaboken) samt i icke-hebreiska källor, till exempel i den assyriske kungen Sargon II:s palats i Khorsabad.